# 萊昂斯 (新澤西州)
萊昂斯（英語：Lyons）是位於美國新澤西州薩默塞特縣的普查規定居民點。

## 人口
根據2020年美國人口普查的數據，萊昂斯的面積為10.03平方千米，當中陸地面積為9.97平方千米，而水域面積為0.06平方千米。當地共有人口5345人，而人口密度為每平方千米532.9人。